# Castell de Puigverd
El castell de Puigverd és un edifici de Puigverd d'Agramunt (Urgell) declarat bé cultural d'interès nacional. Es troba a tocar de l'església parroquial de Sant Pere, i juntament amb altres pocs edificis, forma un recinte tancat que aboca a una plaça interior, dita del Mestre Francesc Navall. La part posterior s'alça sobre l'antiga muralla que tancava per migdia la vila medieval.

## Història
La primera notícia documental és del 1061, quan Pere Miró de Ponts, senyor o castlà de Puigverd, va fer testament i disposà que, un cop morta la seva muller Sicarda, el castell passés al seu fill Arnau, junt amb els de Ponts, Solsona, Agramunt, Almenara i Oliola, o al seu altre fill Bernat si Arnau moria sense fills legítims. El 1119, va ser jurat a l'església de Sant Pere de Ponts el testament sacramental del seu fill Bernat, conegut com a Bernat Pere, àlies Vidià, que entre altres entre altres béns, deixà al seu fill Pere de Puigverd els castells de Ponts, Agramunt, Oliola, Puigverd, Bajona, Almenara, Solsona i Castellons Sobirans i Jussans.
El llinatge dels Puigverd devia residir habitualment al castell (del qual prengué el nom) i hi conservà el domini fins al segle xiv, quan s'incorporà al comtat d'Urgell, i en desfer-se aquest el 1413 passà a mans d'altres jurisdiccions. El 1468 pertanyia a Pere de Queralt-Perellós, i a l'abolició dels senyorius jurisdiccionals al segle xix, era dels Pinós, marquesos de Barberà.

## Arquitectura
Cap als segles xvi-xvii, l'antic castell va ser transformat en residència senyorial, però la fesomia actual respon a una reconstrucció duta a terme al segle xviii, tal com testimonia l'escut d'armes dels Pinós que es troba sobre l'obertura central de la planta noble, amb una llarga inscripció (CASTRUM HOG PRAE VETUSTATE COLLAPSUM IN PERVIGILIO NATIVITATIS DOMINI MDCCLXVII ILLUSTRIS D.D. IOSEPHUS GALCERANDUS PINÓS LENTORN, ET DE PINÓS MARCHIO DE BARBARÀ, DNUS JURISDICTIONALIS HUJUS CASTRI, LOCI, ET TERMINI DE PUIGVERT, EJUSDEMQUE SUPERIORIS, ET INFERIORIS QUADRAE, A FUNDAMENTIS) i la data de 1770.
Es tracta d'un edifici de dimensions considerables, de planta rectangular, aixecat gairebé als quatre vents, amb coberta a dues aigües de fibrociment. Consta de planta baixa, pis i golfes, tot i que, en situar-se a cavall d'un lloc pla i en desnivell, presenta un soterrani, tal com acrediten els finestrons de la façana posterior. L'aparell és de pedra a totes les façanes, irregular i d'antuvi arrebossada de calç i polidament carreuada als marcs de les obertures i les cantonades. La façana principal presenta una composició força regular, dividida en tres eixos verticals només trencats per una porta obrada modernament. El casal es basteix sobre els dos eixos de l'esquerra. El terç dret resulta exempt de construcció per darrere, ara incorporat a un pati interior. La portalada principal és al mig, en arc escarser, emmarcada en grans blocs sobre un gruixut basament. A l'extrem esquerre hi ha un altre portal, molt modificat i l'accés modern entremig, a més d'un finestró reixat a l'eix dret. Al pis noble hi ha tres finestrals, convertits a balcó els dos centrals, i conservant aquest aspecte amb llur ampit a la dreta. A les golfes s'obren tres finestres rectangulars i remata la façana un ample ràfec. La façana lateral est, amb sortida a un terrat, i la façana posterior, cadascuna presenten dos eixos verticals, amb un sistema formal o configuració d'obertures similar a la façana principal, essent la darrera alterada amb obertures recents poc harmonitzades al conjunt. La façana lateral oest, a diferència de la resta, presenta un acabat en obra ceràmica vista.